# Sankta Helena
För andra betydelser, se Sankta Helena (olika betydelser).

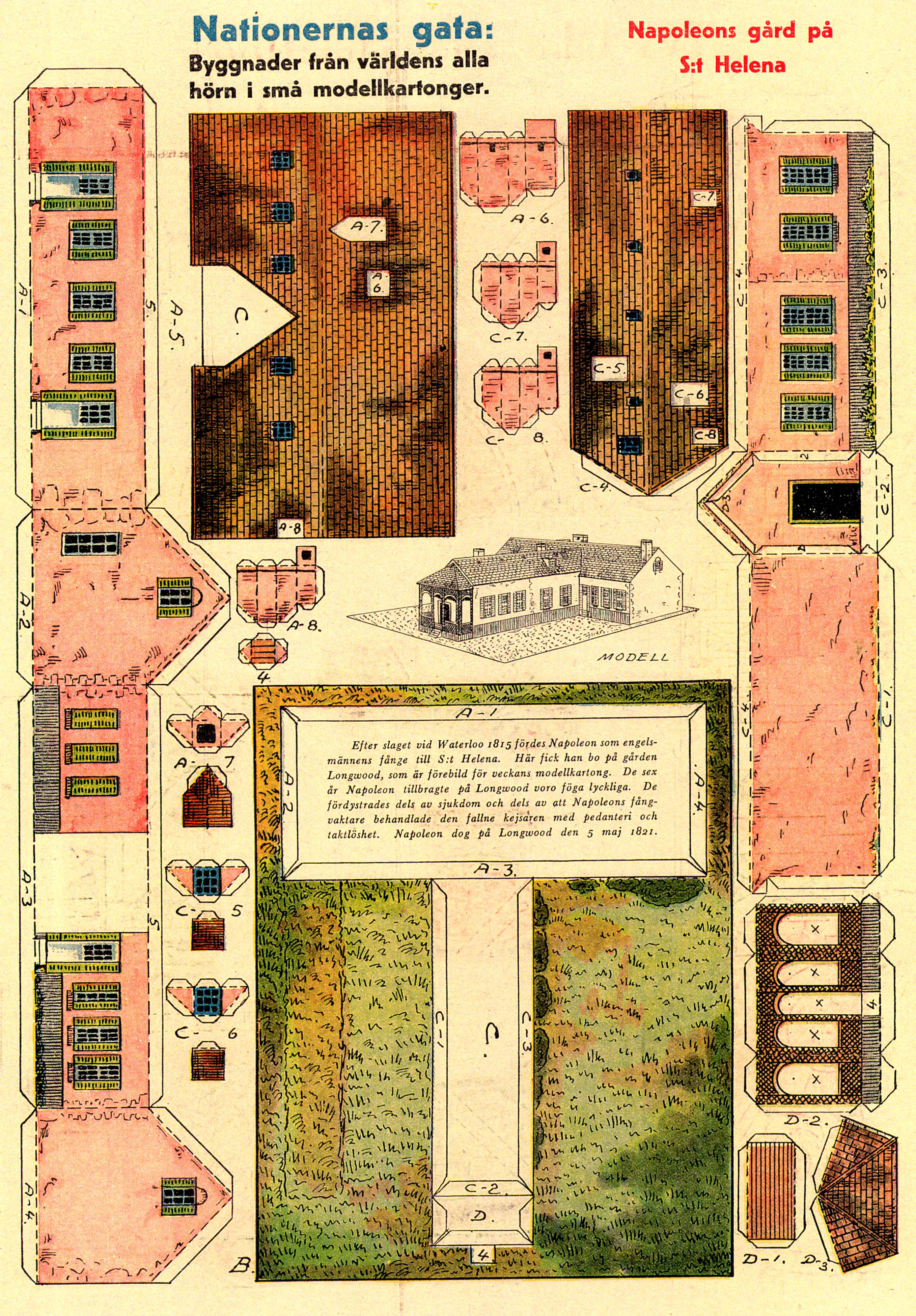
Napoleons hus på Sankta Helena.

Sankta Helena (engelska Saint Helena, även känd som Sankt Helena) är en ö i södra Atlanten 1 850 kilometer väster om Angola på den afrikanska kontinenten. Ön har en befolkning på cirka 4 400 invånare och en areal av 122 kvadratkilometer. Huvudort är Jamestown. Ön har tillhört Storbritannien sedan 5 maj 1659 och Förenta Nationerna anser den vara ett icke-självstyrande område.
Sankt Helena är huvudön i det brittiska utomeuropeiska territoriet Sankta Helena, Ascension och Tristan da Cunha innan 2009 Sankt Helena med avhängiga territorier (engelska Saint Helena and Dependencies), till vilket ytterligare två områden hör: Ascension och Tristan da Cunha Island (här ingår även öarna Inaccessible Island, Gough Island och Nightingale Island med Middle Island och Stoltenhoff Island).

## Geografi
Ön är av vulkaniskt ursprung med övervägande branta kuster och den högsta höjden är Diana's Peak med omkring 820 meter över havet. Runt omkring utanför ön ligger ett tjugotal små satellitöar och klippor.
Klimatet är tropiskt havsklimat. Vid Jamestown på havsnivå är det torrt, 110 mm per år, 20–27°C på sommaren och 17–22 på vintern. På öns inre högre delar är det betydligt fuktigare och upp till 1000 mm per år och 4–7 grader kallare.

## Administration
Ön Sankt Helena är indelat i åtta distrikt. Dessa är Jamestowndistriktet, Half Tree Hollow-distriktet, St Pauls-distriktet, Levelwooddistriktet, Longwooddistriktet, Alarm Forest-distriktet, Blue Hill-distriktet och Sandy Bay-distriktet.
Parlamentet "Legislative Council" har sitt säte i Jamestown. Sankt Helena har sin egen valuta sankthelenskt pund parallellt med GBP.

## Transport, kommunikation och media
Sankta Helenas flygplats hade trafikstart för reguljärflyg den 14 oktober 2017. Sedan dess finns det en förbindelse per vecka från Johannesburg till Sankta Helena.
Ett statligt ägt fraktfartyg, M/V Helena, hanterar sedan 2018 godstrafik mellan Kapstaden, Sankt Helena, och ibland Ascension. Fram till 2017 var det kombinerade gods och passagerfartyget RMS St. Helena den enda reguljära förbindelsen med Sankt Helena. Ön var då en av de mest svårtillgängliga bebodda platserna som fanns, med tanke på att fartyget anlöpte Sankt Helena ungefär varannan vecka och tog fem dagar för resan.
Sankt Helena har två lokaltidningar, som båda utkommer en gång i veckan och är tillgängliga på nätet, The St Helena Independent och St Helena Sentinel.

## Historia
Ön upptäcktes 21 maj 1502 av kapten João da Nova, Portugal och namngavs efter helgonet Sankta Helena. Portugal gjorde anspråk på ön 1645, men British East India Company (Brittiska Ostindiska Kompaniet) tog ön i besittning år 1659 genom att etablera en handelspost där. Britterna har gjort anspråk på ön sedan 1588 och ön blev 1659 brittisk koloni.
Napoleon I tillbringade sina sista levnadsår, 1815 till 1821, som fånge på ön. 

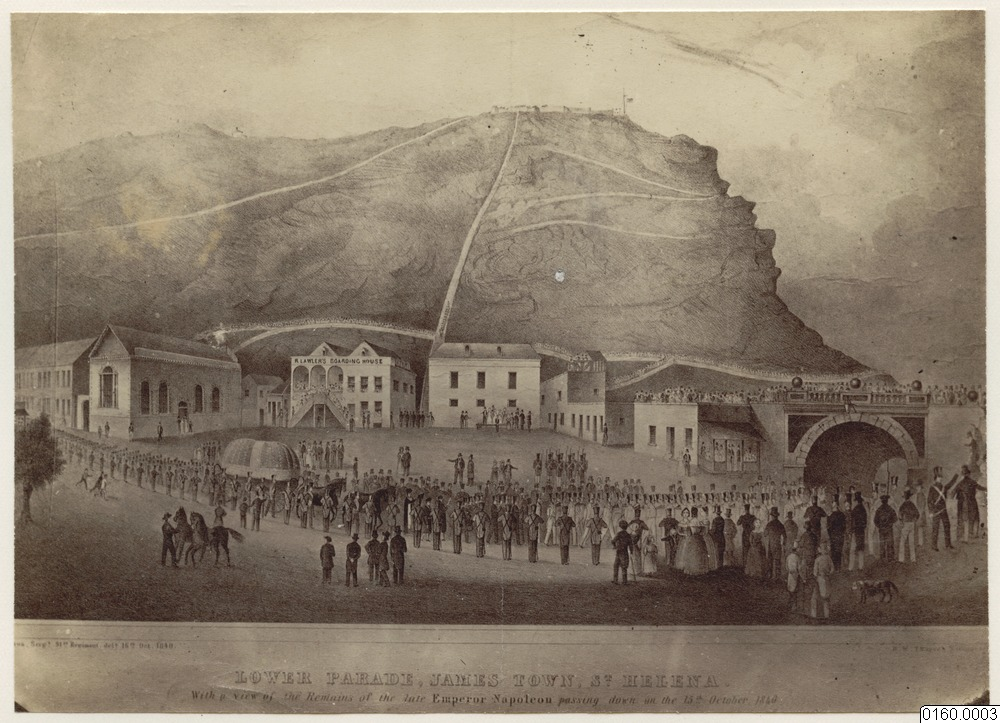
Den 13 oktober 1840 förs kejsar Napoleons kvarlevor till hamnen i Jamestown, S:ta Helena för vidare befordran till Hôtel des Invalides i Paris.

Innan Suezkanalen byggdes var Sankt Helena en ö av strategisk betydelse – det var här som fartyg lade till på sin väg till och från bland annat Indien och kunde få bland annat färskt vatten. Särskilt viktig var den för brittiska fartyg före 1795 innan de tog kontroll över Kapkolonin.
På St Helena fanns ett svenskt (till 1905 svenskt-norskt) konsulat 1843–1913. Tidvis (1854–1873 och 1884–1886) tjänstgjorde vid detta konsulat jämsides med konsuln även en vicekonsul. Sedan den siste svenske konsuln John William Broadway (1853–1913) avlidit, stod konsulatet vakant, tills det drogs in 1928.